# 不思議の国の少女
『不思議の国の少女』（ふしぎのくにのしょうじょ）は、早見裕香のロリータ写真集（少女ヌード写真集）の題名。

## 概要
写真集は彩紋洋実の撮影で1984年6月15日に英知出版から出版され、同年に発売された写真集で、諏訪野しおり『君はキラリ』、織絵可南子『心のいろ』と並ぶ「英知3部作」と称された。体裁はA4判、定価は1200円。スタイリストは「君はキラリ」の山田治男。後進の人形作家に多大な影響を与えた天野可淡が自作人形を提供することで、背景に彩りを加えている。
日本のロリータ写真集史上初めて、少女ヌードモデルを全裸にし、そのパーツを石膏で作り、モデル早見裕香自身の裸体のマネキン人形を製作した。このあたりの経緯については『ヘイ！バディ』（1985年2月号）に詳しい。髪の毛以外の全てのパーツを石膏で固めなければならないため、顔を模られたときは「少し苦しかった」と早見自身も語る。続けて、腕・性器を含む胴体・脚・手足が造られ、こうして全裸仕立てにしたマネキンが完成し、少女ヌードモデルとの共演が人気を呼んだ。思春期のナルシシズムを表現した写真集であるとの評価が高い。『ロリータ・スクランブル』（英知出版、1985）に一部の写真が再録されている。
当時8歳の早見は、整った美少女系の顔立ちと中肉中背で年齢相応の幼い肢体が人気を博し、幼女系の昭和の美少女ロリータモデルの代表と目された。1988年に中学進学後はロリータアイドルを完全卒業、以後公の場に立つことはほとんど無くなった。写真集は1987年に絶版となったものの、コアマガジン発行の『アリスクラブ』にパブリシティとしてこの写真集の一部が掲載されたこともあり、絶版後も人気は絶えなかった。
この写真集は1987年に絶版になったため、1999年の児童買春、児童ポルノに係る行為等の処罰及び児童の保護等に関する法律施行によって直接に児童ポルノと認定されたわけではない。